# Lenguas nyima
Las lenguas nyima o ñima son un par de lenguas nilo-saharianas, el nyimang y el afitti, que constituyen un grupo de la rama sudánica oriental, habladas en Sudán.

## Lenguas de la familia
El grupo nyima está formado por:
- el nyimang o ama.
- el afitti o dinik.

## Comparación léxica
Los numerales en diferentes lenguas nyima son:
| GLOSA | Ama (nyimang) | Dinik (afitti) | PROTO- NYIMA      |
| ----- | ------------- | -------------- | ----------------- |
| '1'   | ɲálā          | àndá           |                   |
| '2'   | ārbā          | àrmák          | *arma(g) <*a-ram- |
| '3'   | āsá           | àcúp           | *astu(-b)         |
| '4'   | kùd̪ò          | kòrsík         | *kors-            |
| '5'   | mūl           | múl            | *mul              |
| '6'   | kūrʃ          | màndár         | *kurš             |
| '7'   | kūlād̪         | màrám          | *kulad            |
| '8'   | èd̪ò           | dùvá           | *duva(?)          |
| '9'   | wìèd̪ò         | àdìsól         |                   |
| '10'  | fòɽó          | òtúmbùrà       | *-bura            |